# Fukui Blowinds
Il Fukui Blowinds (福井ブローウィンズ) è una società cestistica avente sede a Fukui, in Giappone. Fondata nel 2023, gioca in B.League.

## Storia
Il Fukui Blowinds è una squadra di pallacanestro giapponese fondata a Fukui nel 2023. Attualmente gioca in B2 League, la seconda serie del campionato giapponese di pallacanestro.

## Palmarès
- B3 League: 1

2023-24